# Calamaria javanica
Calamaria javanica är en ormart som beskrevs av Boulenger 1891. Calamaria javanica ingår i släktet Calamaria och familjen snokar. IUCN kategoriserar arten globalt som otillräckligt studerad.
Arten förekommer på ön Belitung som ligger mellan Borneo och Sumatra. Honor lägger ägg.

## Underarter
Arten delas in i följande underarter:
- C. j. javanica
- C. j. lineata